# هیالمارت اندرسن
هیالمارت اندرسن (دانمارکی: Hjalmart Andersen; ۱۱ اکتبر ۱۸۸۹ – ۲۳ ژانویهٔ ۱۹۷۴) ژیمناست هنری اهل دانمارک بود.
او عضوی از تیم دانمارک بود که مدال برنز تیمی ژیمناستیک مردان را در رشته سبک آزاد در بازی‌های المپیک تابستانی ۱۹۱۲ کسب کرد.